# Ямада Торадзіро
Торадзіро Ямада (яп. 山田寅次郎) (23 серпня 1866 - 13 лютого 1957) — японський бізнесмен, який зробив великий внесок у встановлення турецько-японських відносин. Став одним з перших японців, які прийняли іслам і вчинили хадж, також був відомий під іменами Абдухаліл і Ямада Сою (яп. 山田宗有).